# Khaled Narey
Khaled Narey (Neuwied, Alemania, 23 de julio de 1994) es un futbolista alemán que juega en la posición de defensa en el Khaleej Club de la Liga Profesional Saudí.

## Trayectoria
En 2018 ficha por el Hamburgo a cambio de un millón de euros procedente del Greuther Fürth.

## Clubes
| Club                        | País           | Año       |
| --------------------------- | -------------- | --------- |
| Bayer 04 Leverkusen II      | Alemania       | 2013-2014 |
| Borussia Dortmund II        | Alemania       | 2014-2016 |
| S. C. Paderborn 07 (cedido) | Alemania       | 2015-2016 |
| SpVgg Greuther Fürth        | Alemania       | 2016-2018 |
| Hamburgo S. V.              | Alemania       | 2018-2021 |
| Fortuna Düsseldorf          | Alemania       | 2021-2022 |
| PAOK de Salónica F. C.      | Grecia         | 2022-2023 |
| Khaleej Club                | Arabia Saudita | 2023-     |